# Mohair

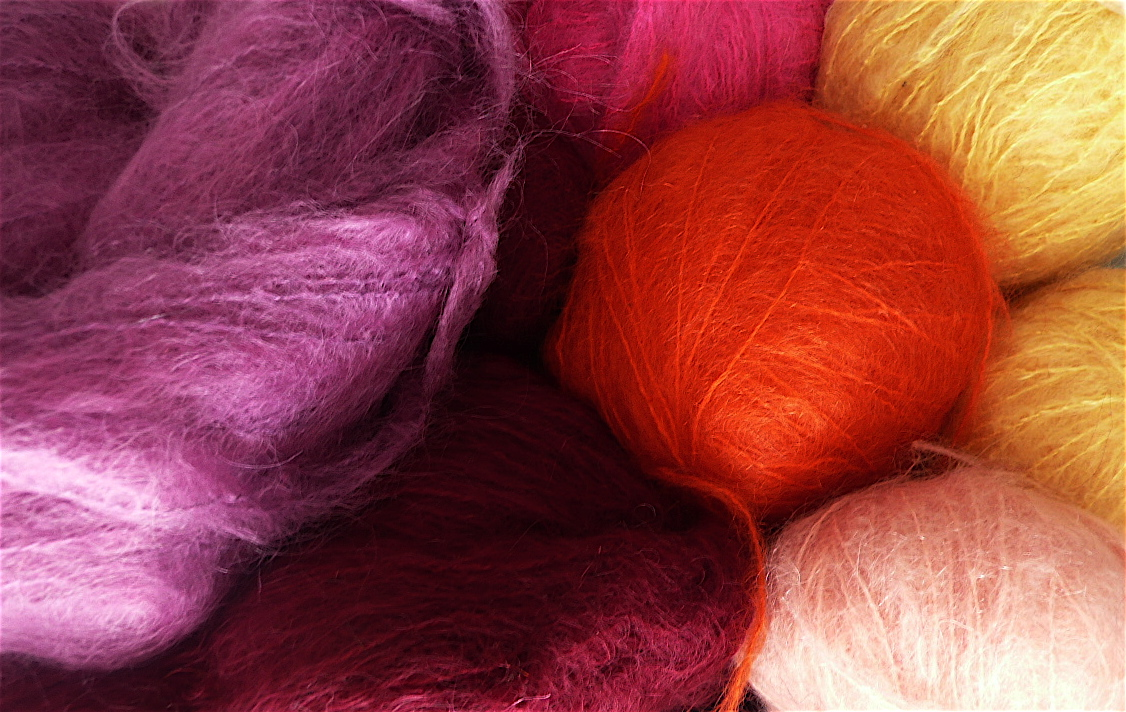
Pelotes de mohair.

Le mohair est une fibre laineuse produite par la chèvre angora, chèvre dont on connaissait l'existence au Tibet 2000 ans av. J.-C. et chez les Sumériens  au IVe siècle av. J.-C.. L’appellation de cette chèvre « angora » en français est due à sa présence en Anatolie et à l'ancien nom de la ville d'Ankara. Elle est caractérisée par l’alliance d'une bonne capacité d'isolant thermique (du froid comme du chaud) et d'une très grande légèreté.
Elle est notamment utilisée en mélange avec des fibres naturelles ou avec des fibres synthétiques pour la réalisation de différents articles textiles (pelotes, chaussettes, écharpes), de peaux de phoque pour le ski de randonnée. On s'en sert aussi pour fabriquer des chandails (pulls), des bas, des châles, des foulards, des bonnets et des gants. Elle sert également à fabriquer des couvertures. Le mohair a notamment été utilisé pour la fabrication des ours en peluche aux États-Unis dès 1903.
Des chèvres angora sont élevées actuellement en France, ainsi qu'au Québec. La plupart des éleveurs vendent directement le mohair en produits finis, pour lesquels existent en France deux chartes de qualité : « Mohair de nos chèvres » et « Le mohair des fermes de France ».
Le mohair est aussi utilisé pour créer des perruques pour les poupées anciennes ou pour des poupées plus modernes comme les Pullip ou les BJD.
Le plus gros producteur de mohair est l'Afrique du Sud, avec 60 % de la production en 2009, principalement dans la vallée du Grand Rift dans l'est du pays, suivi des États-Unis, surtout dans l’État du Texas, puis viennent l'Iran et la Turquie. La production de mohair augmente également en Chine.
En 2009, l'Afrique du Sud a subventionné la production locale en raison de la hausse du prix du rand sud-africain et de l'arrêt des exportations vers la Chine liée à la fièvre touchant les troupeaux sud-africains de la vallée du Grand Rift.
Du fait des mauvaises conditions d'élevages dénoncées par PETA en 2018, plus de 150 marques ont décidé de cesser de commercialiser des produits contenant du mohair, dont Monoprix, Zara, Uniqlo et Forever 21.
Le terme « mohair », du moyen français mocayart, vient du mot arabe المخير (almukhir), ou simplement مخير (mukhir), par l'intermédiaire de l'anglais mohair, transcrit «moire» en français selon la prononciation de l'époque.